# 仙奴
亞諾波利斯·伯里克里斯·法里亞斯·菲奧（Aderbal Pericles Farias Filho，通稱Zinho，1969年6月25日－），生於巴西里約熱內盧，已退役巴西足球運動員，司職左中場。

## 球員生涯
仙奴生於巴西里約熱內盧，於2000年從巴西來港，加盟當時仍在甲組角逐的老牌球會南華，雖然當季球會成績平平，但他仍為南華射入14球，成為隊中次名射手，僅次於歐偉倫的17球。2001/02球季，仙奴表現更大熟大勇，雖然全季只有8球進帳，但他在球隊助攻助守的表現令南華奪得聯賽盃、足總盃及高級組銀牌，成為三料冠軍的最大功臣。到2002年5月，他代表香港聯賽選手隊在回歸盃出戰蘇格蘭國家隊後，立即加盟希臘乙組聯賽球會卡拉馬塔，並簽約兩年，完約後結束球員生涯。

## 個人榮譽
- 香港足球明星選舉 最佳十一人（2000–01、2001–02季度）
- 南華球員先生亞軍